# Kuala Kangsar
Pour les articles homonymes, voir Kuala.
Kuala Kangsar est une ville de Malaisie au confluent de la Kangsar et du Perak. Son nom en malais, signifie « embouchure de la Kangsar ». Sa population est d'environ 20 000 habitants.

## Transport
Deux ponts relient actuellement Kuala Kangsar à Sayong. Le pont Jambatan Sultan Abdul Jalil Shah en béton est situé près de la ville tandis que le pont Sultan Iskandar est un pont en métal situé vers l'amont. Kuala Kangsar est accessible par l'Autoroute Nord-Sud et par voie ferroviaire.

## Ville royale

Drapeau du Perak.

La ville de Kuala Kangsar est la capitale royale du Perak, Malaisie. Le sultan de l'État y a sa demeure officielle. Ancienne capitale du Perak, elle a été remplacée par Taiping en 1876, puis par Ipoh en 1937.